# Buro (album)
Buro è un album di Burro Banton pubblicato nel 1983.

## Tracce
1. Better Than The Rest
2. I Can't Take The Runnings Inna Babylon
3. If Me A Chat
4. Out A Hand
5. Jolly Bus
6. Tenament
7. Tell Me What You Want Out Of Life
8. Stumbling Block
9. Rose Marie
10. Modulla